# Tatjana (1937)
Tatjana ist ein in Russland zur Zeit des ausgehenden Zarentums und der Oktoberrevolution spielender, britischer Historien-, Abenteuer- und Liebesfilm von Jacques Feyder mit Marlene Dietrich und Robert Donat in den Hauptrollen.

## Handlung
Der Brite Ainsley J. Fothergill, Zeitungsautor und Dolmetscher, erhält von einem Landsmann, dem Geheimdienstoffizier Oberst Forrester, den Auftrag, in Russland Spionagedienste zu leisten, da er die russische Sprache meisterlich beherrscht. Fothergill erhält den Decknamen "Peter Ouranoff" und wird in eine Gruppe revolutionärer Agitatoren unter der Leitung eines gewissen Axelstein eingeschleust. Das nächste Anschlagsziel dieser Gruppe ist der zarentreue General Wladinoff, der durch ein Bombenattentat ermordet werden soll. Wladinoff hat eine bereits verheiratete Tochter namens Alexandra. Als der Anschlag fehlschlägt, rettet sich der angeschossene Attentäter in ‘Ouranoffs‘ Wohnung, wo er seiner Schussverletzung erliegt. Fothergill alias Ouranoff gerät nunmehr ins Fadenkreuz der Staatsmacht, wird der Komplizenschaft beschuldigt und schließlich nach Sibirien verbannt.
Infolge des Ersten Weltkriegs und der Oktoberrevolution 1917 erlangen sowohl Ouranoff als auch sein Anführer Axelstein wieder ihre Freiheit. Hingegen wird Alexandra, inzwischen verwitwet, während des nachfolgenden Bürgerkriegs zwischen Weißen und Roten von den neuen Machthabern verhaftet. Ihr einziges Vergehen: Ihre aristokratische Herkunft. Fothergill alias Ouranoff erhält von Axelstein, der mittlerweile zum Sowjetkommissar aufgerückt ist, den Befehl, Alexandra zu ihm nach Petrograd zu bringen. Dort soll ihr der Prozess gemacht werden. Der Doppelagent entscheidet sich jedoch gegen diesen Befehl und bringt sie und sich in Sicherheit, zu den Weißen Garden. Doch rasch hat die Rote Armee die Anhänger des untergegangenen Zarensystems besiegt. Alexandra wird erneut festgenommen. Ouranoff kann mit einem gefälschten Dokument ihre Freilassung erwirken, und beide, nunmehr ein Liebespaar, fliehen vor ihren Verfolgern in den Wald, bis sie schließlich ihren Häschern in einem Zug entkommen können.
An einem Bahnhof wird die flüchtige Adelige von einem Sowjetbeamten erkannt, doch ein noch sehr junger Sowjetgetreuer namens Puschkoff, der von Alexandras Schönheit verzaubert ist, erklärt sich bereit, dem flüchtenden Paar weiterzuhelfen. Er bringt sie nach Samara in Sicherheit. Alle drei freunden sich während der Fahrt dorthin an. Sein übermäßiger Alkoholkonsum und die Furcht, entdeckt zu werden, lassen in Puschkoff überraschend den Entschluss reifen, sich das Leben zu nehmen. Sein Selbstmord lenkt von Ouranoff und Alexandra ab, die an einer Haltestelle erneut fliehen können. Ihr nächstes Reisegefährt wird ein Schiff über die Wolga, doch bald erkrankt Alexandra ernsthaft. Ouranoff alias Fothergill versucht verzweifelt, einen Arzt aufzutreiben, wird dabei aber von Weißgardisten gefangen genommen und ihn, da er keine Papiere vorweisen kann, für einen ‘roten‘ Spion halten. In der Zwischenzeit wurde Alexandra gefunden und von einem Arzt des Roten Kreuzes behandelt. Im Angesicht seiner bevorstehenden Hinrichtung gelingt dem Briten abermals die Flucht. Er springt auf einen Zug auf, der Rot-Kreuz-Patienten außer Landes bringen soll. Dort trifft er Alexandra wieder.

## Produktionshintergründe
Der auf dem 1933 erschienenen Roman Knight Without Armour von James Hilton basierende Film gilt als „großer Unbekannter“ im Œuvre von Marlene Dietrich. Er ist zugleich ihre einzige Nicht-Hollywoodproduktion zwischen 1930 und 1946. Die Uraufführung fand am 1. Juni 1937 statt, in (der Bundesrepublik) Deutschland wurde er erst am 12. Dezember 1952 herausgebracht.
Lazare Meerson zeichnete für die Filmbauten verantwortlich, die Kostüme stammen von Georges Benda. Muir Mathieson übernahm die musikalische Leitung, William Hornbeck die Schnittaufsicht. Jack Cardiff diente Chefkameramann Harry Stradling Sr. als zweiter Kameramann.
Während der Dreharbeiten Ende 1936 entsandte die NS-Regierung im Auftrag von Goebbels mit Billigung Hitlers einen Emissär nach London, der versuchen sollte, die Dietrich mit einem höchst attraktiven Filmangebot zur Heimkehr nach Deutschland zu bewegen. Diese schwierige Aufgabe wurde dem Drehbuchautor Rolf Vanloo zugetragen. In Kay Wenigers Das große Personenlexikon des Films heißt es dazu in dessen Biografie: „1936 reiste Vanloo auf Veranlassung von Propagandaminister Joseph Goebbels nach London, um den dort filmenden deutschen Exil-Star Marlene Dietrich („Tatjana“) für die Hauptrolle der Sängerin Mado Doucet in dem von Vanloo geschriebenen und produzierten Drama „Tango Notturno“ zu gewinnen. Marlene Dietrich lehnte jedoch eine Rückkehr nach Nazi-Deutschland ab“.
Für den Ungar Miklós Rózsa war Tatjana die erste Filmkomposition. Er wurde von Jacques Feyder ausgewählt, nachdem dieser gerade die Londoner Aufführung von Rózsas Ballett Hungaria gesehen hatte. Feyder befand sich zu diesem Zeitpunkt bereits inmitten der Dreharbeiten. Über die denkwürdigen Umstände der Verpflichtung Rózsas ist in Das große Personenlexikon des Films in dessen biografischem Eintrag zu lesen: „Nach der ersten Flasche Champagner, so erinnerte sich Miklos Rozsa später, stieg mein Wert als Komponist, nach der zweiten war ich für Feyder besser als Beethoven und nach der dritten der größte Komponist aller Zeiten. Daraufhin erhielt Rozsa seinen ersten Auftrag für eine Filmkomposition -- zu ‘Tatjana‘.“ Seine Kenntnisse von der Filmwelt waren zu diesem Zeitpunkt derartig gering, dass er sogar Marlene Dietrich bei einem gemeinsamen Essen im Restaurant des Green Park Hotel nicht erkannte. In einer kurzen Filmszene ist Rózsa auch als Pianist zu sehen.

## Kritik
Das Lexikon des internationalen Films urteilte: „Melodramatische Abenteuerromantik, mit wenig glaubhaft konstruierter Story, jedoch aufwendig produziert und gekonnt inszeniert für attraktive -- mitunter vorzügliche -- Auftritte der Kinostars Marlene Dietrich/Robert Donat.“
Der Movie & Video Guide resümiert kurz und bündig: „Sumptuous production, charismatic stars“ und gibt dem Film drei von vier Sternen.
Halliwell‘s Film Guide charakterisierte den Film wie folgt: „Underrated romantic adventure with big production values and some splendid moments“.